# 오픈하모니
오픈하모니(OpenHarmony) 또는 오픈아톰 오픈하모니(OpenAtom OpenHarmony, OHOS)는 LiteOS에서 파생된 훙멍(하모니OS) 기반의 오픈 소스 운영체제 제품군으로, 화웨이가 L0-L2 분기 소스 코드를 오픈아톰 재단에 기증했다. 오픈 소스 분산 운영 체제는 훙멍과 유사하게 커널 계층, 시스템 서비스 계층, 프레임워크 계층, 애플리케이션 계층 등 최하위부터 4개 계층으로 구성된 계층형 아키텍처로 설계됐다.
오픈하모니는 프린터, 스피커, 스마트워치 및 128KB만큼 작은 메모리를 가진 기타 스마트 장치와 같은 미니 시스템을 실행하거나 128MB보다 큰 메모리를 가진 표준 시스템을 실행하는 다양한 장치를 지원한다.
이 시스템에는 훙멍의 기본 기능과 일부 고급 기능이 포함되어 있다.